# Montaña del Cepo
Montaña del Cepo este o arie protejată (arie specială de conservare — SAC, sit de importanță comunitară — SCI) din Spania întinsă pe o suprafață de 1.162 ha, integral pe uscat.

## Localizare
Centrul sitului Montaña del Cepo este situat la coordonatele 28°11′33″N 17°13′41″W / 28.1925°N 17.228°V.

## Înființare
Situl Montaña del Cepo a fost declarat sit de importanță comunitară în octombrie 1999 pentru a proteja 4 specii de plante și 1 specie de animale. Situl a fost protejat și ca arie specială de conservare în ianuarie 2010.

## Biodiversitate
Situată în ecoregiunea , aria protejată conține 8 habitate naturale: Pante stâncoase silicioase cu vegetație casmofită, Plantații de palmieri Phoenix, Faleze cu floră endemică de pe coastele macaroneziene, Păduri de Olea și Ceratonia, Tufărișuri termo-mediteraneene și de pre-deșert, Galerii și tufărișuri riverane sudice (Nerio-Tamaricetea și Securinegion tinctoriae), Pajiști macaroneziene cu vegetație endemică, Păduri endemice cu Juniperus spp..
La baza desemnării sitului se află mai multe specii protejate:
- plante (4): Cheirolophus ghomerytus, Ferula latipinna, Vandenboschia speciosa, Woodwardia radicans
- mamifere (1): liliac cârn (Barbastella barbastellus)